# 率
率（rate）或變化率（rate of change）是不同单位的两个相关量之间的比，即一個量相對於另一不同單位量的變化。
常见“率的类型”是以时间作为分母，即“每单位时间”，例如速率、心率和通量。具有非时间分母的率，则包括了汇率、识字率和电场（以伏特/米为单位）。日常應用的例子有：速率是物體的移動距離相對於時間的變化量，以每單位時間的移動距離來表示；心跳率是每分鐘的心跳次數；稅率則是每單位收入所應繳的稅金。
近代以英语主导科学定义下的“ratio”（比）和“rate”（率），是兩個相似卻在用法上有所區分的概念；但是汉语的“比”和“率”，由于漫长的历史因素并未以科学精确区分，偶有混用，造成了有时不符合定义的称呼；例如称作“率”的圆周率、斜率、分率、打击率，严谨来说，是一种“比”。另一漢語詞彙“比率”，在使用上更为含糊，一方面可表示率，另一方面也用來代表兩個數量的比或比值（比的值）。

## 物理學中的率
在物理學中，當我們提到率（rate）或變化率（rate of change）時，通常是指某物理量在單位時間內的變化量，以此概念為基礎，可以引申出各種物理變化率。然而，在不同的學術領域中，單位相同的變化率可能有不同的用法，因此有不同的名稱與解釋；相對的，基於歷史因素或其它原因，同一個名詞也可能在不同的領域中有相似但是不同的解讀與單位。

### 流率（）
流率即單位時間內的流量。在流體力學中，流量的單位可以是體積，這稱為體積流率；流量的單位也可以是質量，這稱為質量流率。水文學中的「流量」（英語：discharge）也是一種體積流率，但是它有另外的研究內涵。雖然流率在概念上只與流量和時間有關，但是在測量與計算上，一個可用的定義是流體速度與所通過的表面或截面的內積，亦即流體在單位時間內垂直通過某表面或截面的流量。

### 通量（）
從流率可以導出通量，但是通量的確切定義要依照學術領域或是討論對象來決定。
在流體力學中，通量是流體在單位時間內垂直通過單位表面或截面的流量，亦即流率的面積密度，例如，體積通量與質量通量。因此，在已知流體通量的情形下，流率是通量的面積分，而在已知流率與正交面積的情形下，通量即流率與正交面積的比例。
在電磁學中，通量的定義是電場或磁場通過某正交表面或截面的流量（場線的總數，參見電通量與磁通量），這與流率的定義相似，不同的是這裡沒有時間的概念，在數學上則是向量場與正交表面或截面的面積分。場線的面積密度可以用來比較場的強弱：電通量的面積密度稱為「電通密度」，磁通量的面積密度稱為「磁通密度」。

## 备注
1. ↑  圆周率及斜率，并不符合“率”的定义，而是符合“比”的定义。因此术语“圆周率”应可称为“周径比”、“圆常数”或“阿基米德常数”（Archimedes's constant）；“斜率”应可称为“对邻比”、“斜度”、“正切值”。其他例子如“分率”应称为“分比”，“打击率”应称为“安打比”。

## 扩展阅读
- "Ratio" The Penny Cyclopædia vol. 19 （页面存档备份，存于）, The Society for the Diffusion of Useful Knowledge (1841) Charles Knight and Co., London pp. 307ff
- "Proportion" New International Encyclopedia, Vol. 19 2nd ed. (1916) Dodd Mead & Co. pp270-271 （页面存档备份，存于）
- "Ratio and Proportion" Fundamentals of practical mathematics, George Wentworth, David Eugene Smith, Herbert Druery Harper (1922) Ginn and Co. pp. 55ff （页面存档备份，存于）
- . trans. Sir Thomas Little Heath (1908). Cambridge Univ. Press. : 112ff  [2013-05-14]. （原始内容存档于2020-08-03）.
- D.E. Smith, History of Mathematics, vol 2 Dover (1958) pp. 477ff
- Development of Multiplicative Reasoning in the Learning of Mathematics, p.189, Ratio vs. Rate （页面存档备份，存于）